# La Esperanza-いつか叶う-
三井住友VISAシアター ミュージカル・ロマン 『La Esperanza』-いつか叶う-（ラ・エスペランサ いつかかなう）は、宝塚歌劇団花組が上演したミュージカル作品。13場。
2004年8月13日から9月27日（新人公演は8月31日）に宝塚大劇場、同年10月16日から11月21日（新人公演は10月26日）に東京宝塚劇場で上演された。同時上演作品はレビュー・ファンタジア『TAKARAZUKA舞夢!』。
ブエノスアイレスを舞台に、若きタンゴダンサーと画家志望の孤独な女性を中心に、青年たちの恋・友情・青春の日々がアルゼンチンタンゴのリズムに乗ってさわやかにつづられた。
宝塚歌劇団90周年記念の通称"男役2番手特別出演プロジェクト"の一環として、霧矢大夢と水夏希も出演した。

## スタッフ
- 作・演出：正塚晴彦
- 作曲・編曲：高橋城・玉麻尚一・青木朝子
- 振付：伊賀裕子・平沢智
- 装置：大橋泰弘
- 衣装：任田幾英

## 主な配役
「（）」は新人公演。
- カルロス：春野寿美礼（未涼亜希）[3]
- ミルバ：ふづき美世（遠野あすか）[3]
- ベニート：水夏希（望月理世）[3]
- ファビエル：霧矢大夢（桐生園加）[3]

- ゴールドバーグ：未沙のえる（嶺輝あやと）[3]
- ゴメス：夏美よう（貴怜良）[3]
- アリーネ：梨花ますみ（華桐わかな）[3]
- ギジェルモ：矢吹翔（紫峰七海）[3]
- ブランカ：翔つかさ（桜一花）[3]
- チーフ：大伴れいか（朝夏まなと）[3]
- フリオ：大伴れいか（夕霧らい）[3]
- アロンソ：高翔みず希（千尋悠）[3]
- エレナ：鈴懸三由岐（舞城のどか）[3]
- ミリアン：鈴懸三由岐（花野じゅりあ）[3]
- ヘルナンデス：真丘奈央（紫陽レネ）[3]
- ルカス：真丘奈央（星紀はんな）[3]
- エンリケ：眉月凰（月路奏）[3]
- フアン：彩吹真央（扇めぐむ）[3]
- ヒルベルト：悠真倫（夏空李光）[3]
- トム：蘭寿とむ（望海風斗）[3]
- ペペ：愛音羽麗（日向燦）[3]
- アンヘル：愛音羽麗（嶺乃一真）[3]
- エドゥアルド：未涼亜希（天宮菜生）[3]
- ドクター：未涼亜希（月央和沙）[3]
- フラスキータ：遠野あすか（華城季帆）[3]
- イネス：桜一花（七星きら）[3]
- トレーシー：華城季帆（桜乃彩音）[3]